# Болгарський народний банк
Болгарський народний банк (болг. Българска народна банка) — центральний банк Болгарії.

## Історія
Банк заснований 25 січня 1879, офіційно відкритий 23 травня, почав операції 6 червня того ж року. Законом про Болгарському народному банку в 1885 році банку надано виключне право випуску банкнот, розмінюється на золото. Випуск банкнот початий в тому ж році. У 1891 році банк отримав право випуску банкнот, розмінюється на срібло. Фактично це право було реалізовано тільки в 1899 році.
У 1998 році відкрита Друкарня Болгарського народного банку, друкуюча болгарські банкноти. Раніше банкноти друкувалися в Росії, Німеччині, Великої Британії, США, СРСР і Державній друкарні в Софії.